# Haus der Künstler
 (mai 2024).
Si vous disposez d'ouvrages ou d'articles de référence ou si vous connaissez des sites web de qualité traitant du thème abordé ici, merci de compléter l'article en donnant les références utiles à sa vérifiabilité et en les liant à la section « Notes et références ».

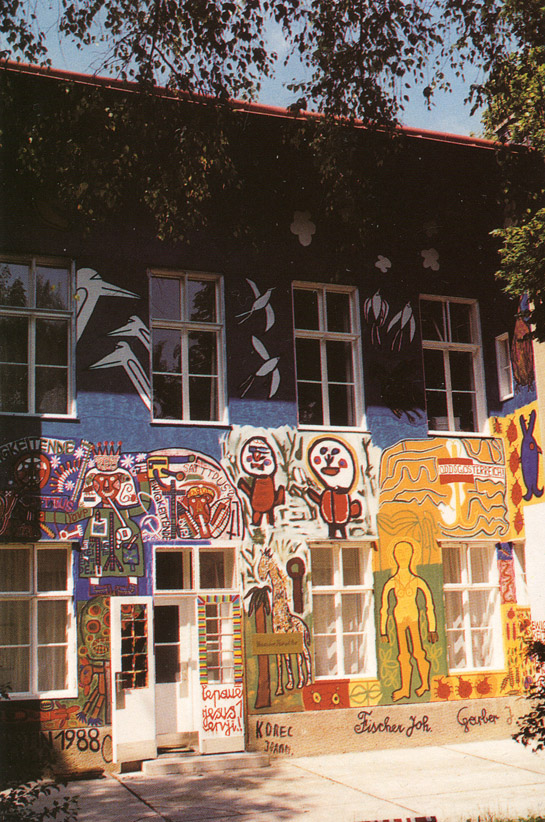
Vue extérieure de la Haus der Künstler à Gugging.

La Haus der Künstler (« Maison des artistes ») est un lieu de création artistique pour personnes atteintes de troubles psychiatriques, situé à Maria Gugging près de Vienne (Autriche).
Créée en marge de la clinique psychiatrique de Gugging en 1981 par le docteur Leo Navratil (de) (1921-2006) et reprise en 1986 par le docteur Johann Feilacher, la Haus der Künstler peut être vue comme une réussite d’atelier d’art-thérapie, ses artistes-patients ayant été reconnus et exposés dans le monde entier, particulièrement dans les lieux et collections consacrés à l’art brut et outsider.

## Histoire
Très vite dans sa pratique, le jeune psychiatre Leo Navratil porte un intérêt particulier pour les créations de ses patients. Vers 1960, la découverte des travaux de Walter Morgenthaler (en particulier sur le cas Wölfli) et d’Hans Prinzhorn renforcent ses convictions. Il prend contact entre autres avec le docteur Alfred Bader de Lausanne, qui s’occupe d’Aloïse, et encourage ses propres patients dans la voie de la création artistique.
En 1965, Navratil publie Schizophrénie et art (Schizophrenie und Kunst). Sa réputation acquise, il prend contact les années suivantes avec Jean Dubuffet et organise des expositions de ses patients dans des galeries autrichiennes. Les artistes de Gugging sont intégrés à la Collection de l'art brut et participent à l’exposition fondatrice « Outsiders » à la Hayward Gallery de Londres.
En 1981, après des années d’attente, la clinique accorde enfin à Navratil un bâtiment pour y installer un atelier de création libre, où les résidents trouvent le soutien et le matériel quand ils en éprouvent le besoin. Il appelle le lieu Centre pour l’art et la psychothérapie, qui devient en 1986 (à la retraite de Navratil), sous la direction de Johann Feilacher, la Haus der Künstler.
Considérant ses patients comme des artistes à part entière, Feilacher accéléra leur reconnaissance sur le marché de l'art.

## Artistes notoires de laHaus der Künstler
- Johann Hauser (1926-1996)
- Oswald Tschirtner (1920-2007)
- August Walla (1936-2001)
- Johann Garber (1947-…)
- Johann Fischer (1919-?)

#### Artistes de Gugging dans la collection ABCD
- Johann Hauser
- Oswald Tschirtner
- August Walla
- Johann Fischer